# 伊豆半島 (企業)
伊豆半島合同会社（いずはんとう）は静岡県熱海市に本社を置く食品・土産物製造販売会社。

## 概要
地方創生を掲げて、地元に眠る伝統文化や希少な食材を使って新しい付加価値を創造する会社として2018年7月に設立。地域活性化伝道師・フードフェス実行委員会・広告代理店・PR会社を経験する人間が代表者。
2018年8月8日に静岡県熱海市で新しい温泉饅頭「熱海温泉 毒饅頭」(初代)、2019年1月19日に「熱海温泉 毒饅頭」(二代目)、2019年8月10日に「熱海温泉 毒饅頭」(三代目)が販売された。
その他、奥義「奥の手」、希少な使った「よだれ肉まん」「赤鬼まん」が販売されている。営業日は、毎週土曜日のみ。

## 商品
- 熱海温泉毒饅頭

構想10年、試作3年で完成したドクダミを原料に使用した温泉饅頭。1日300個限定販売。

## 所在地
- 本社 〒413-0015静岡県熱海市中央町2番6号冨塚ビル1～4階

## 沿革
- 2018年7月 - 創業
- 2018年8月 - 熱海温泉 毒饅頭 初代発売
- 2019年1月 - 熱海温泉 毒饅頭 二代目発売
- 2019年8月 - 熱海温泉 毒饅頭 三代目発売

## メディア
テレビ東京 一茂＆良純の自由すぎるTV(2019年7月31日放送)

ＮＨＫ おはよう日本(2019年7月22日放送)

日経ＭＪ (2019年6月3日掲載)

北海道放送 朝刊さくらい(2019年5月24日放送)

静岡放送 イブアイしずおか(2019年5月24日放送)

テレビ東京 よじごじDays(2019年4月2日放送)

静岡放送 イブアイしずおか(2019年4月放送)

日本テレビ 超問クイズ(2018年3月10日放送)

テレビ東京 ワールドビジネスサテライト (2019年3月5日放送)

東京カレンダー(2019年2月21日掲載)

テレビ朝日 朝だ！生です！旅サラダ(2019年2月9日掲載)

TBSテレビ ビビット(2018年12月20日掲載)

日刊スポーツ(2018年12月9日掲載)

日本テレビ(超問クイズ　2018年12月7日放送)

LEON(2018年11月23日掲載)

Pen(2018年11月15日掲載)

朝日新聞(2018年10月17日掲載)

SBSラジオ SATURDAYView↓N(2018年10月15日放送)

静岡朝日テレビ とびっきり！静岡(2018年10月12日放送)

週刊ダイヤモンド(2018年9月24日掲載)

毎日新聞(2018年9月18日掲載)

静岡第一テレビ まるごと(2018年9月17日放送)

日経ＭＪ (2018年8月24日掲載)

テレビ静岡 てっぺん(2018年8月24日放送)

## 関連会社
- 株式会社ワールドワイドピーアール